# Prunus mexicana
Espèce
Classification phylogénétique
Répartition géographique
Prunus mexicana est une espèce de plantes à fleurs de la famille des Rosaceae. C'est un arbuste fruitier. Il est parfois appelé prunier du Mexique. On le trouve néanmoins[pas clair] en Amérique du Nord (États-Unis, Mexique).